# Interton VC4000
L'Interton VC4000 est une console de jeux vidéo 8-bits à cartouches produite par Interton et sortie en 1977 en Allemagne.
La console est assez peu connue en dehors de l'Allemagne, mais de nombreux systèmes aux logiciels compatibles peuvent être trouvés dans plusieurs pays européens (voir la console 1292 Advanced Programmable Video System). On ne sait pas si Interton a vraiment conçu la VC4000 à partir de rien ou si la société a acheté les droits et la conception pour la produire, étant donné que plusieurs autres sociétés ont produit des systèmes similaires sous différentes marques les années suivantes.

## Versions produites

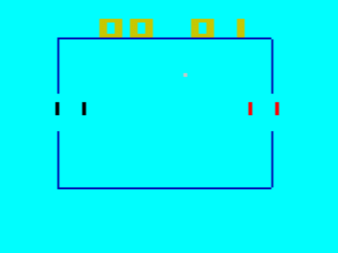
Capture d'écran de Paddle Games, une variante de Pong présent sur la cassette 3

La console a été produite par différentes compagnies et vendue sous des noms différents. Les consoles ne sont pas toutes compatibles entre elles en raison de différences dans les formes et les dimensions des emplacements de cartouches (mais elles sont toutes compatibles avec les mêmes logiciels).

## Spécifications techniques
- Processeur: 8-bits Signetics 2650 cadencé à 4.43 MHz
- Mémoire: 43 bytes

### Graphismes
- Sprites: 4 sprites avec une seule couleur (1 peut avoir 8 couleurs)
- 1 ligne pour afficher le score à 4 chiffres au format BCD
- Le fond est constitué d'une série de lignes alternées

### Divers
- Contrôleurs: Deux contrôleurs avec 14 boutons dont 2 de tir, et un joystick sur deux axes

## Liste des jeux
Les jeux pour VC 4000 sont distribués sur des cartouches de jeu appelées cassettes.
| - Cassette 1 - Car Races - Cassette 2 - Blackjack - Cassette 3 - Paddle Games - Cassette 4 - Tank Battle - Cassette 5 - Mathematics I - Cassette 6 - Mathematics II - Cassette 7 - Air/Sea Battle - Cassette 8 - Memory/Flag Capture - Cassette 9 - Intelligence I - Cassette 10 - Winter Sports - Cassette 11 - Hippodrome - Cassette 12 - Hunting - Cassette 13 - Chess - Cassette 14 - Motocross - Cassette 15 - Intelligence II - Cassette 16 - Intelligence III - Cassette 17 - Circus - Cassette 18 - Boxing Match - Cassette 19 - Outer Space Combat - Cassette 20 - Melody/Simon | - Cassette 21 - Intelligence IV/Reversi - Cassette 22 - Chess II - Cassette 23 - Pinball - Cassette 24 - Soccer - Cassette 25 - Bowling/Ninepins - Cassette 26 - Draughts - Cassette 27 - Golf - Cassette 28 - Cockpit - Cassette 29 - Metropolis/Hangman - Cassette 30 - Solitaire - Cassette 31 - Casino - Cassette 32 - Invaders - Cassette 33 - Super Invaders - Cassette 34 - Space Laser (non édité) - Cassette 35 - Rodeo (non édité) - Cassette 36 - Backgammon - Cassette 37 - Monster Man - Cassette 38 - Hyperspace - Cassette 39 - Basketball (non édité) - Cassette 40 - Super-Space |